# Le Lyonnais (train)
Le Lyonnais était un train rapide, reliant Lyon à Paris.

## Présentation
Ce train faisait partie de la catégorie TEE. Il effectuait le trajet en moins de quatre heures, complétant le Mistral.
Horaires du Lyonnais au service d'hiver 1971/72 :
| TEE 13 | Gare               | km  | TEE 12 |
| ------ | ------------------ | --- | ------ |
| 12:15  | Paris-Gare-de-Lyon | 0   | 22:56  |
| 14:32  | Dijon              | 314 | **:**  |
| 16:00  | Lyon-Perrache      | 511 | 19:15  |

Il a été créé en 1969, reprenant pendant un an le matériel Mistral 56, pour disparaitre en 1980 lors de la mise en service du TGV.
Le matériel roulant était identique à celui du Mistral, avec des voitures Inox, type TEE.